# Damian Hugo Philipp von Schönborn Bushein
Damian Hugo Philipp von Schönborn Bushein (Mainz, 19 de setembro de 1676 - Bruschal, 19 de agosto de 1743) foi um cardeal do século XVIII

## Biografia
Nasceu em Mainz em 19 de setembro de 1676. De família nobre. Filho de Melchior Friedrich von Schönborn, conselheiro privado imperial, ministro de Estado e grão-marechal, e de Maria Sophia von Boineburg, filha do ministro de Estado de Mainz. Ele era o terceiro filho de dezoito filhos, quatorze dos quais atingiram a idade adulta. Ele era sobrinho do príncipe arcebispo Lothar Franz von Schönborg de Mainz; e sobrinho-neto de Johann Philipp von Schönborg, também príncipe arcebispo de Mainz. Ele também era sobrinho do imperador Leopoldo I da Áustria. Ele era um barão de nascimento e desde 1701 um conde. Seu sobrenome também está listado como Schönborn Bushein.
Recebeu sua educação inicial no castelo de sua família em Mainz; depois, frequentou o Jesuit Gymnasium em Würzburg; e mais tarde, também frequentou a Universidade de Mainz; de 1693 a 1695, estudou, junto com seu irmão mais novo Franz Erwein, no Collegio Germanico , em Roma; foi aluno do futuro cardeal Giovanni Battista Tolomei. Depois, em 1698, estudou direito internacional na Universidade de Louvain. Nesse mesmo ano, recebeu a tonsura clerical.
Entrou na Ordem Teutônica e tornou-se cavaleiro muito jovem. Liderou uma companhia no Exército Imperial, 1698-1699. Ele serviu sob vários generais imperiais como o marechal de campo Karl Johann Graf von Thüngen. Em 1699, em Altenbiesen, Maastricht, tomou posse como cavaleiro teutônico e fez sua profissão. No ano seguinte, 1700, foi transferido para o Bailiado de Hesse e recebeu o título de Comandante de Felsberg, perto de Kassel. Logo depois, ele foi encarregado do comando de Oberflörsheim em Rheinhessen. Em 1701, tornou-se coadjutor do comandante; e em 1703, Comandante dos bailiwicks de Hessen em Marburg e de Altenbiesen (ocupou os cargos até sua morte); e privado do Alto Conselho Teutônico, bem como conselheiro de seu tio, o arcebispo de Mainz. Em 1706, dirigiu-se como enviado da sua ordem à corte imperial, onde recebeu do imperador José I a confirmação dos privilégios da ordem e a investidura de grão-mestre no feudo da Ordem. Em 1708, o imperador ordenou que ele fosse como seu representante autorizado ao distrito da Baixa Saxônia. Sua principal tarefa era a administração do território de Hadeln e sua proteção contra as reivindicações de Hanover. O Grão-Mestre Schönborn estava então ativo nas áreas difíceis que haviam sido conquistadas pela Guerra do Norte e aumentou a importância imperial e a influência na região de Brandemburgo-Prússia. Realizou missões diplomáticas a Hanover e Berlim. Comandante da Ordem Teutônica. Reitor das igrejas de Weissenburg e de Odenheim. Ministro de Estado de Mainz. Ministro de Estado do grão-mestre da Ordem Teutônica.
Criado cardeal e reservado in pectore no consistório de 30 de janeiro de 1713. Em 1714, o imperador o nomeou presidente de um congresso convocado em Brunswick para a resolução da guerra, porém, sua missão não levou ao sucesso. Augusto, o Forte da Saxônia, já o havia apresentado como candidato ao cardinalato polonês. Sua criação cardinalícia foi publicada no consistório de 29 de maio de 1715; o papa enviou-lhe o barrete vermelho com um breve apostólico datado de 28 de junho de 1715.
Eleito bispo coadjutor de Speyer pelo capítulo da catedral, em 21 de julho de 1716; sua eleição ocorreu após um sério conflito com a cidade imperial de Speyer pelo controle da sucessão episcopal, e deveu sua eleição principalmente à influência de seu tio, o arcebispo de Mainz Lothar Franz von Schönborn. Preconizado coadjutor de Speyer, com direito de sucessão, em 5 de outubro de 1716. Em 1718, o bispo coadjutor Schönborn também se tornou reitor do mosteiro de Bruchsai-Odenheim. Até a morte do bispo de Speyer, Heinrich Hartard von Rollingen, o bispo coadjutor Schönborn não exerceu influência na diocese. Tornou-se bispo de Speyer em 30 de novembro de 1719.
Ordenado em 15 de agosto de 1720. Recebeu a consagração episcopal em 24 de fevereiro de 1721, em Bruchsal, de Johann Edmund von Jugenfeld, bispo titular de Mallo, auxiliado por Johann Baptist Gegg, bispo titular de Trapezopoli, e por Johann Hahn, bispo titular de Metelópolis. Participou do conclave de 1721, que elegeu o Papa Inocêncio XIII; ele chegou no dia 7 de maio, um dia antes de terminar, com uma grande comitiva. Recebeu o chapéu vermelho em 10 de junho de 1721; e o título de S. Nicola in Carcere Tulliano, 16 de junho de 1721. Optou pela ordem dos sacerdotes e pelo título de S. Pancrazio, 10 de setembro de 1721. Concedeu dispensa para ser eleito bispo coadjutor de Konstanz, 10 de março de 1722. Eleito bispo coadjutor de Konstanz por seu capítulo da catedral, 18 de maio de 1722. Preconizado coadjutor de Konstanz, com direito de sucessão, mantendo a sé de Speyer, 15 de março de 1723. Não participou do conclave de 1724, que elegeu o Papa Bento XIII. Em 1724, ele fundou um seminário em Bruchsal e determinou que o pároco fosse escolhido apenas entre os graduados do seminário; estabeleceu também que cada sacerdote devia participar uma vez por ano dos exercícios espirituais; o cardeal procurou conhecer pessoalmente todos os sacerdotes da diocese; e se houvesse uma infração disciplinar, ele aplicava uma multa. Optou pelo título de S. Maria della Pace em 23 de dezembro de 1726. Participou do conclave de 1730, que elegeu o Papa Clemente XII; ele teve que deixar o conclave por causa da doença em 1º de julho de 1730; ele não estava presente quando o novo papa foi eleito no dia 12 de julho seguinte. Não participou do conclave de 1740, que elegeu o papa Bento XIV. Sucedeu à sede de Konstanz, 12 de julho de 1740.
Durante seu episcopado, a diocese atingiu um pico. Os anos de paz - apenas interrompidos pela guerra da Sucessão Polonesa em 1733-1735 - permitiram a reativação da vida eclesial e estatal. Houve uma consolidação econômica e cultural e, ao mesmo tempo, floresceu. A experiência de seu trabalho como Lorde Comandante serviu muito aos esforços para a reconstrução econômica. O pré-requisito para isso era um orçamento apertado, que fornecia suporte material para vários projetos de construção. Ele também reorganizou o governo. Quando encontrou dificuldades no conselho municipal de Speyer para restaurar o palácio episcopal, decidiu construir uma residência em Bruchsal, digna do status principesco. Foi iniciado em 1722, planejado pelo arquiteto Maximilian von Welsch, mas o cardeal morreu antes de sua conclusão. Vários outros arquitetos, como Balthasar Neumann em 1728, também trabalhou no projeto. Ele não apenas forneceu o projeto da escada, mas também supervisionou a construção até sua morte. Além da residência, a igreja Sankt Peter, que havia sido destruída em 1689, foi reconstruída como túmulo do bispo. Um antigo castelo com fosso foi reconstruído como residência de verão e Kislau Waghdusel como eremitério, perto de um santuário. A construção da residência custou ao cardeal um milhão de florins e ao seu sucessor outros 1,8 milhão para ser concluída. Como o cardeal praticamente ignorou a reconstrução da catedral de Speyer, ele se viu em conflito com o cabido da catedral. Seu tio, o arcebispo, e Franz Georg, irmão do cardeal, que era o decano do cabido da catedral, também intervieram na disputa. O arcebispo recorreu à corte real e o cardeal Schönborn à Cúria Romana. O Papa Bento XIII instou-o a ceder, enquanto o imperador, em 1730, anulou a jurisdição do capítulo. Em seguida, o cardeal pediu um parecer jurídico à Universidade de Louvain. Com isso, não houve acordo entre as partes, mas a corte ficou do lado do cardeal devido ao seu alto escalão e seus contatos com a cúria papal. O cardeal Schönborn implementou em sua diocese uma variedade de pastorais e regulamentos pelos quais procurou reformá-la com os decretos tridentinos; desde 1725 era membro da SC do Conselho Tridentino. Uma preocupação particular era o aumento do sistema escolar. O cardeal era pessoalmente modesto e sofria de escrúpulos que seu confessor, George Ulrich Kellermann, aumentava em vez de resolver, e às vezes levava à depressão. Ele tinha problemas de saúde desde que sofria de malária durante seus estudos romanos. Ele viveu para ver o declínio da era Schönborn.
Morreu em Bruschal em 19 de agosto de 1743. Exposto e enterrado na igreja de São Pedro, Bruchsal, que ele havia construído.